# حياة الليل

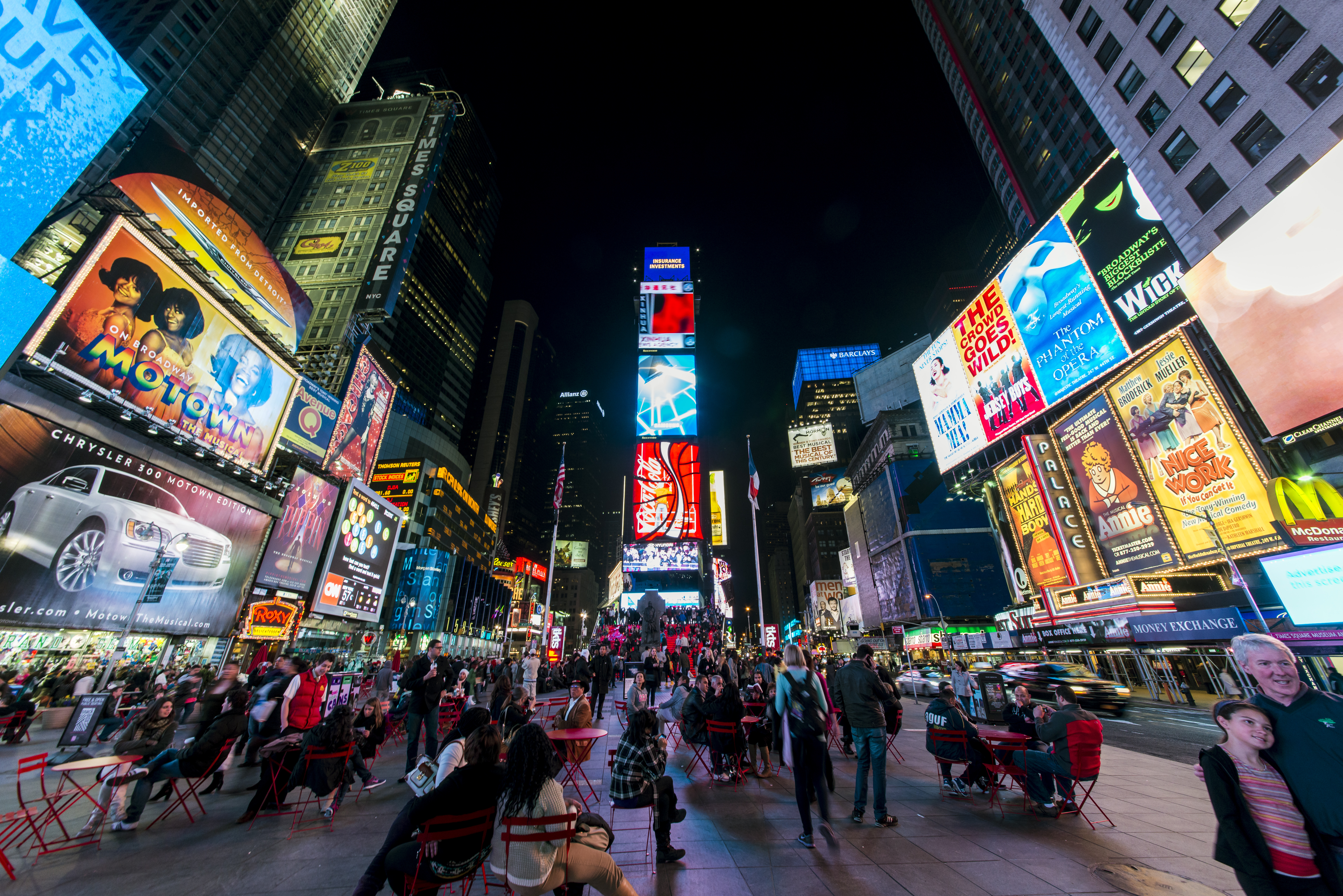
حياة الليل في ميدان التَّيمز ، وسط مَنهاتن. واحدة من العديد من الأسماء المستعارة لمدينة نيويورك هي المدينة التي لا تنام.

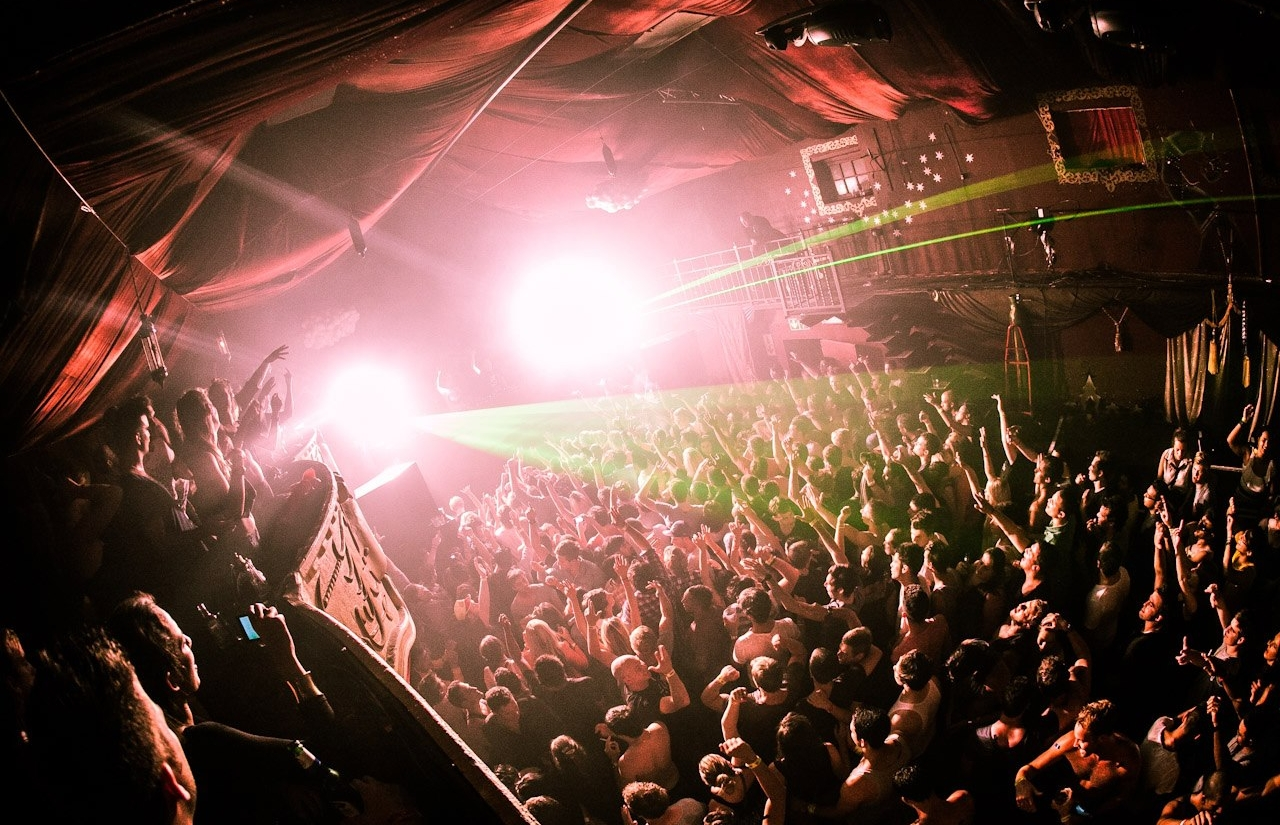
ناس يستمتعون بحياة الليل في نادٍ ليلي في رأس الرجاء الصالح في جنوب إفريقية

حياة الليل أو السهرات هو مصطلح جماعي للترفيه متاح وهو أكثر شيوعًا بشكل عام من وقت متأخر من المساء إلى الساعات الأولى من الصباح.  وهي تشمل الحانات والبارات والنوادي الليلية والحفلات والموسيقى الحية والحفلات الموسيقية والملاهي والمسرح ودور السينما والعروض. غالبًا ما تتطلب هذه الأماكن رسوم خدمة للقبول. ويغلب أن يكون ترفيه الليل موجهًا للبالغين أكثر من ترفيه النهار. يُطلق على الأشخاص الذين يفضلون أن يكونوا نشيطين أثناء الليل بومة الليل.